# Turanoză
Turanoza este o dizaharidă reducătoare. Izomerul D este forma regăsită în natură. Denumirea sa sistematică este α-D-glucopiranozil-(1→3)-α-D-fructofuranoză. Este un analog de zaharoză nemetabolizat de către plantele superioare, dar acumulat cu ajutorul transportorilor pentru zaharoză. D-(+)-turanoza este utilizată ca sursă de carbon de către multe specii de bacterii și fungi.